# Національний парк Санріку Фукко
Національний парк Санріку Фукко (яп. 三陸復興国立公園, Sanriku Fukkō Kokuritsu Kōen) (lit. «Sanriku Reconstruction National Park») — національний парк, що простягається вздовж японського узбережжя Санріку від Хатінохе в префектурі Аоморі через префектуру Івате до Кесен-Нума в префектурі Міяґі. Національний парк був створений 24 травня 2013 року і займає площу 28 537 гектарів (110,18 кв. миль).

## Історія
2 травня 1955 року Rikuchū Kaigan National Park (яп. 陸中海岸国立公園, Rikuchū Kaigan Kokuritsu Kōen) був створений у регіоні Тохоку на острові Хонсю на півночі Японії. Парк простягнувся на 180 кілометрів з півночі на південь уздовж узбережжя Тихого океану від північної префектури Міяґі до північної префектури Івате. Його площа становила 121,98 квадратного кілометра (47,10 миля2). 24 травня 2013 року парк був включений до Національного парку Санріку Фукко. Це сталося після землетрусу та цунамі в Тохоку у 2011 році. Він також включає колишній префектурний природний парк Танесасі Кайган Хасікамідаке. 31 березня 2015 року Міністерство довкілля Японії розширило територію парку, включивши в нього колишній квазінаціональний парк Мінамі Санріку Кінкасан. Згодом парк буде розширено, щоб включити Природний парк префектури Кесеннума, Природний парк префектури Кенджосан Мангокуура та Природний парк префектури Мацусіма.

## Географія
Вся берегова лінія відома прикладами морської ерозії з численними скелястими стовпами та островами. Північне узбережжя є прикладом піднесеної берегової лінії, і це територія, яка за останній час зазнала кількох сильних землетрусів і цунамі. Південне узбережжя є прикладом узбережжя Ріа із затопленими річковими долинами з глибокими затоками та вузькими півостровами, що утворюють багато невеликих заток і бухт.
У північній частині національного парку розташований 8-кілометрів-long (5,0 миля) і 200-метрів-high (660 фут) набір скель під назвою Кіта Ямадзакі. Мальовничі прибережні скелі називають «Альпами моря».

## Споріднені муніципалітети
Аоморі: Хатінохе, Хасікамі Івате: Фудай, Іваїдзумі, Камаїсі, Кудзі, Міяко, Нода, Офунато, Оцуті, Рікудзен-Таката, Танохата, Ямада Міяґі: Ісіномакі, Кесен-Нума, Мінамі-Санріку, Онаґава, Томе

## Флора і фауна
Флора включає гаї японської червоної сосни, рододендронів і Rosa rugosa. Фауна включає численні види птахів, у тому числі мартина чорнохвостого та буревісника. Щодо більших тварин, то також спостерігали камосіка.

## Галерея

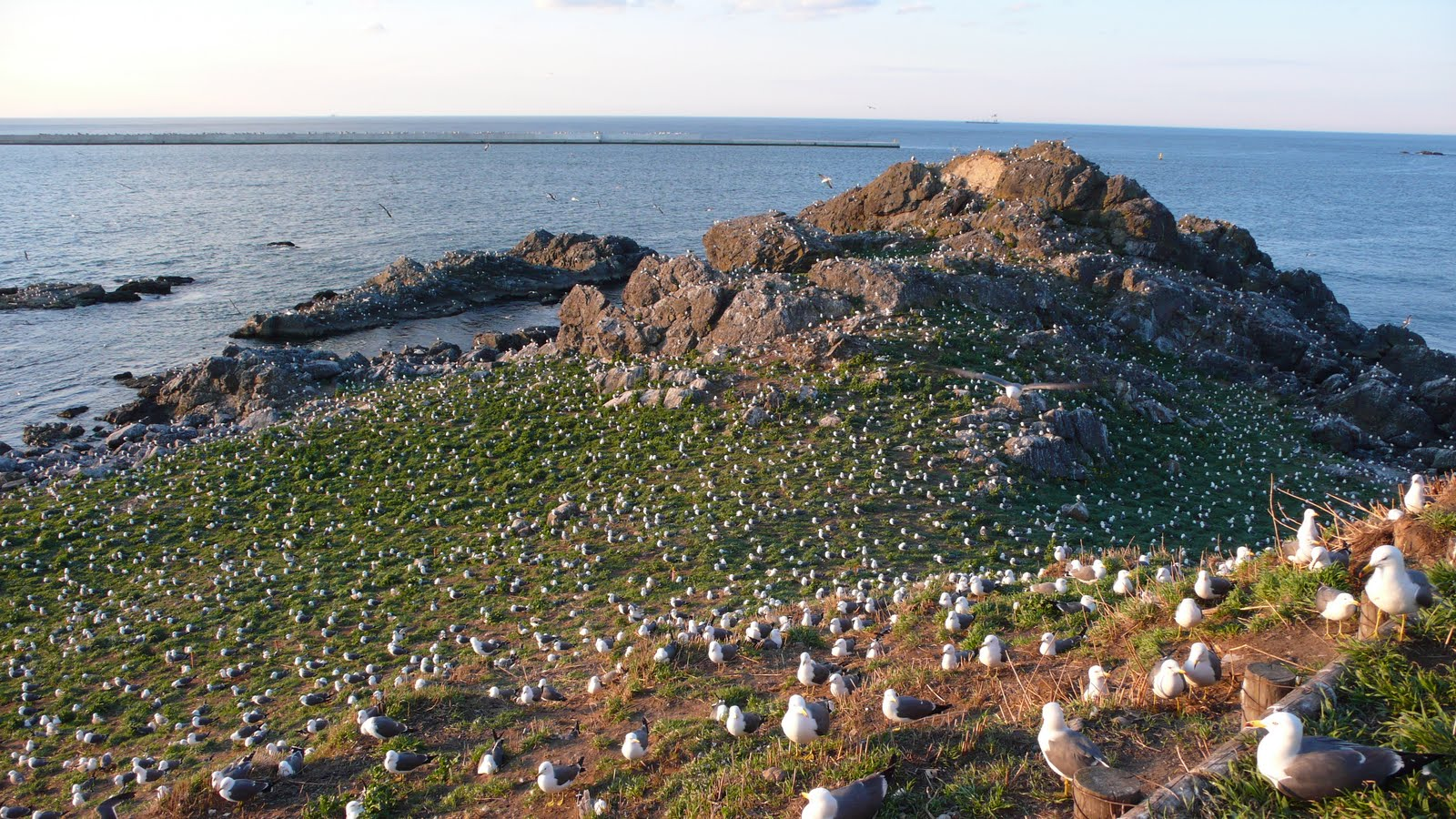
Чорнохвоста чайка Кабусіма – велике місце розмноження
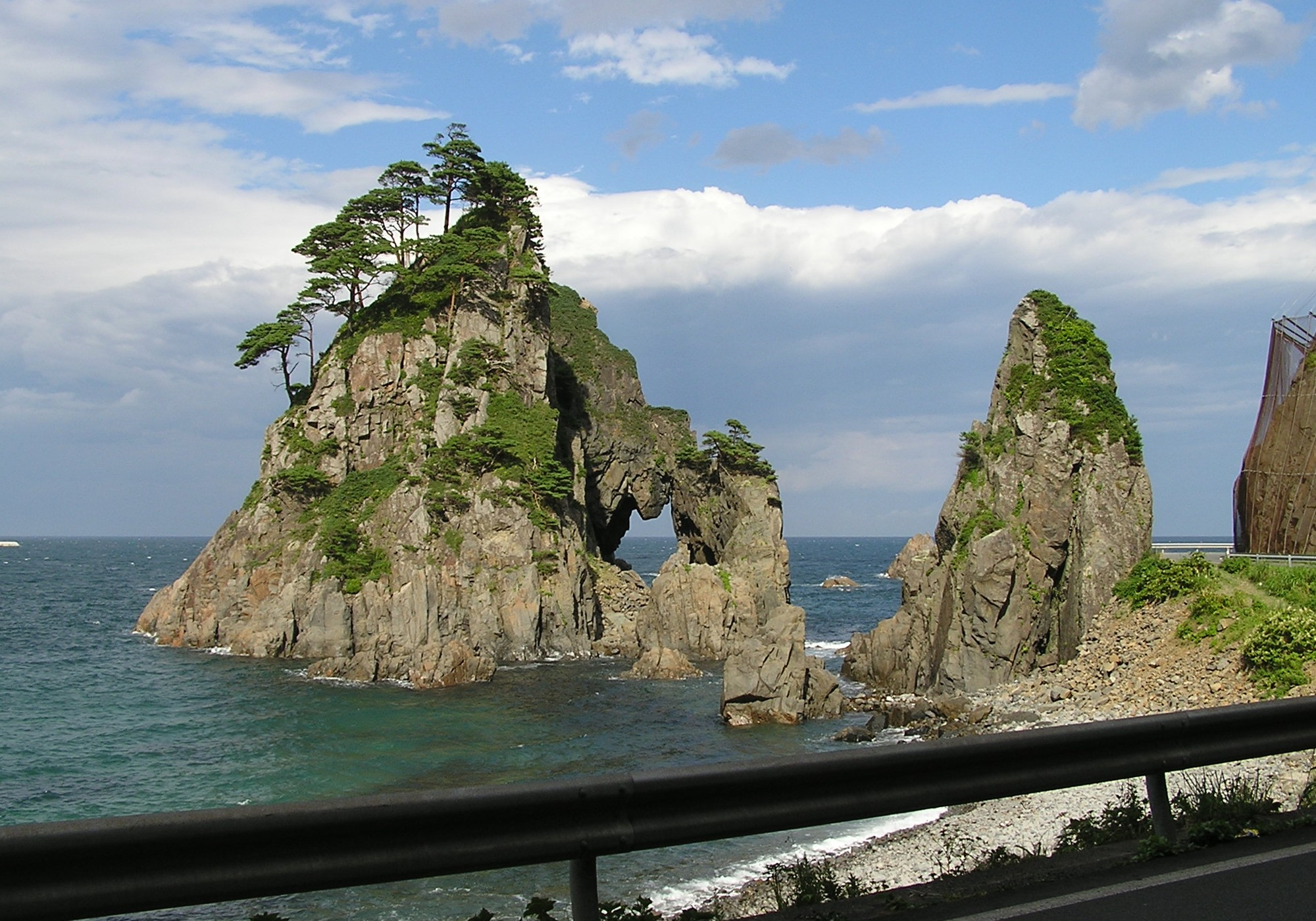
Узбережжя Косоде з підвішеною печерою
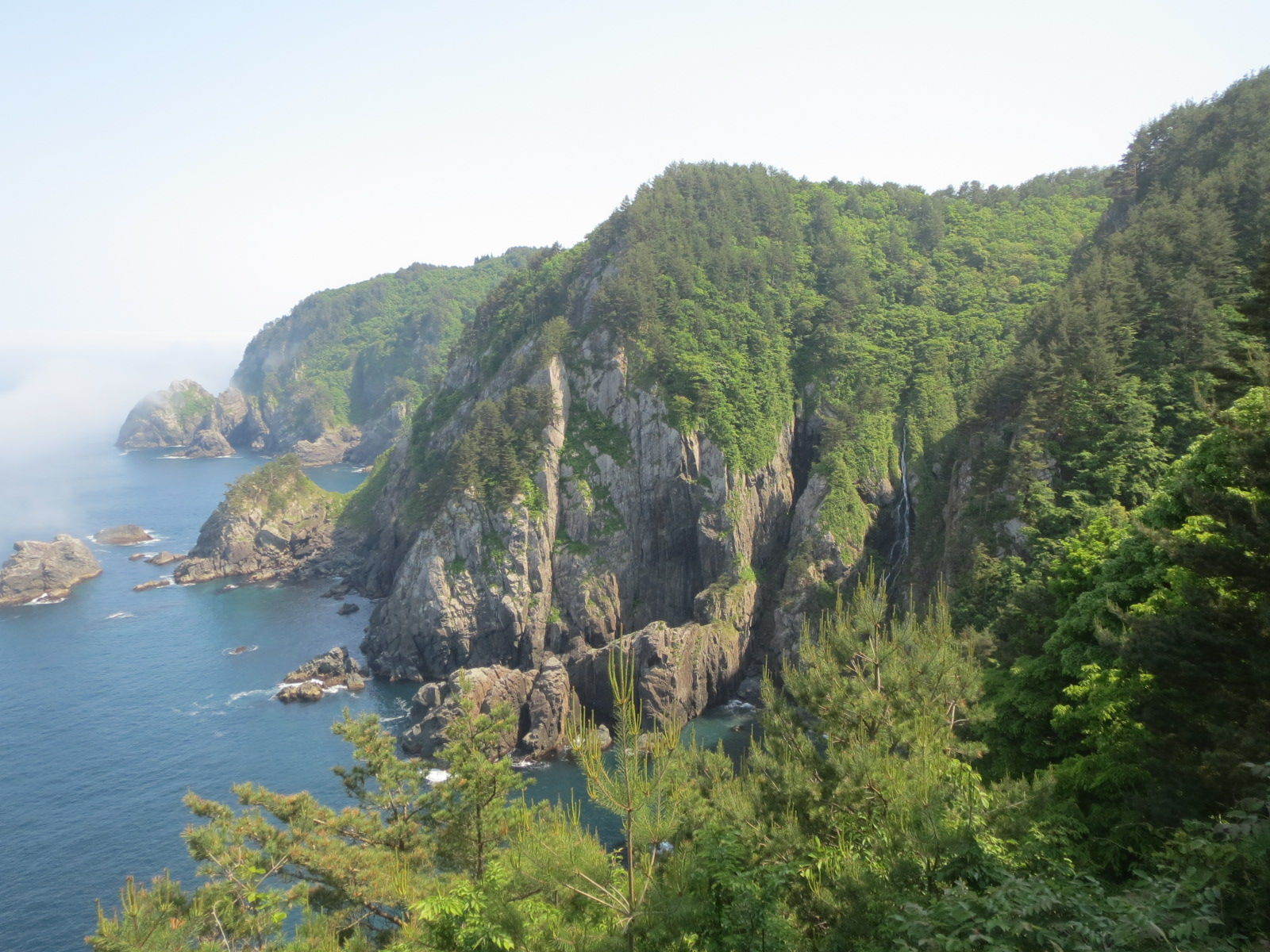
Куросакі / Обсерваторія Анмура
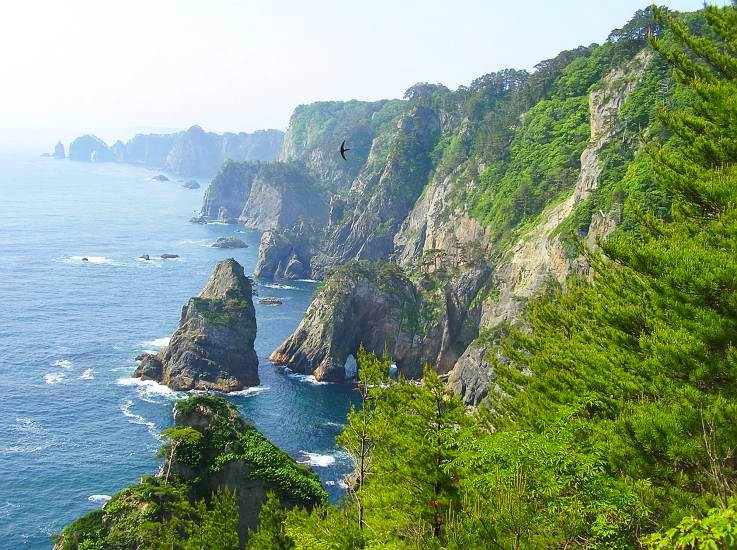
Кітаямадзакі
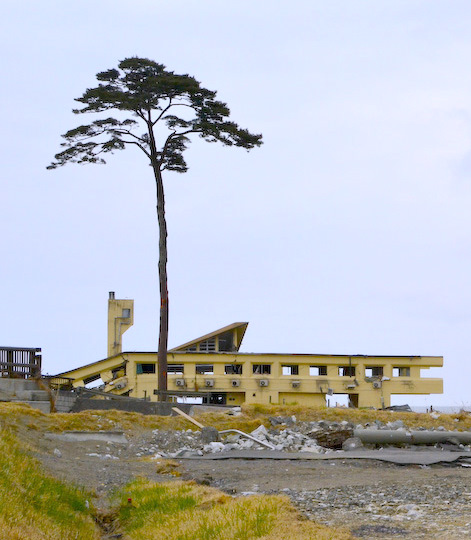
Диво іппонмацу
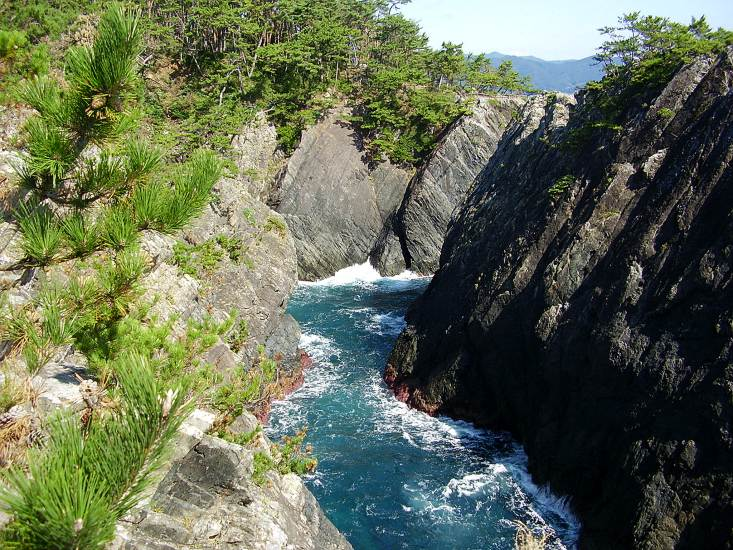
Узбережжя Гоїсі
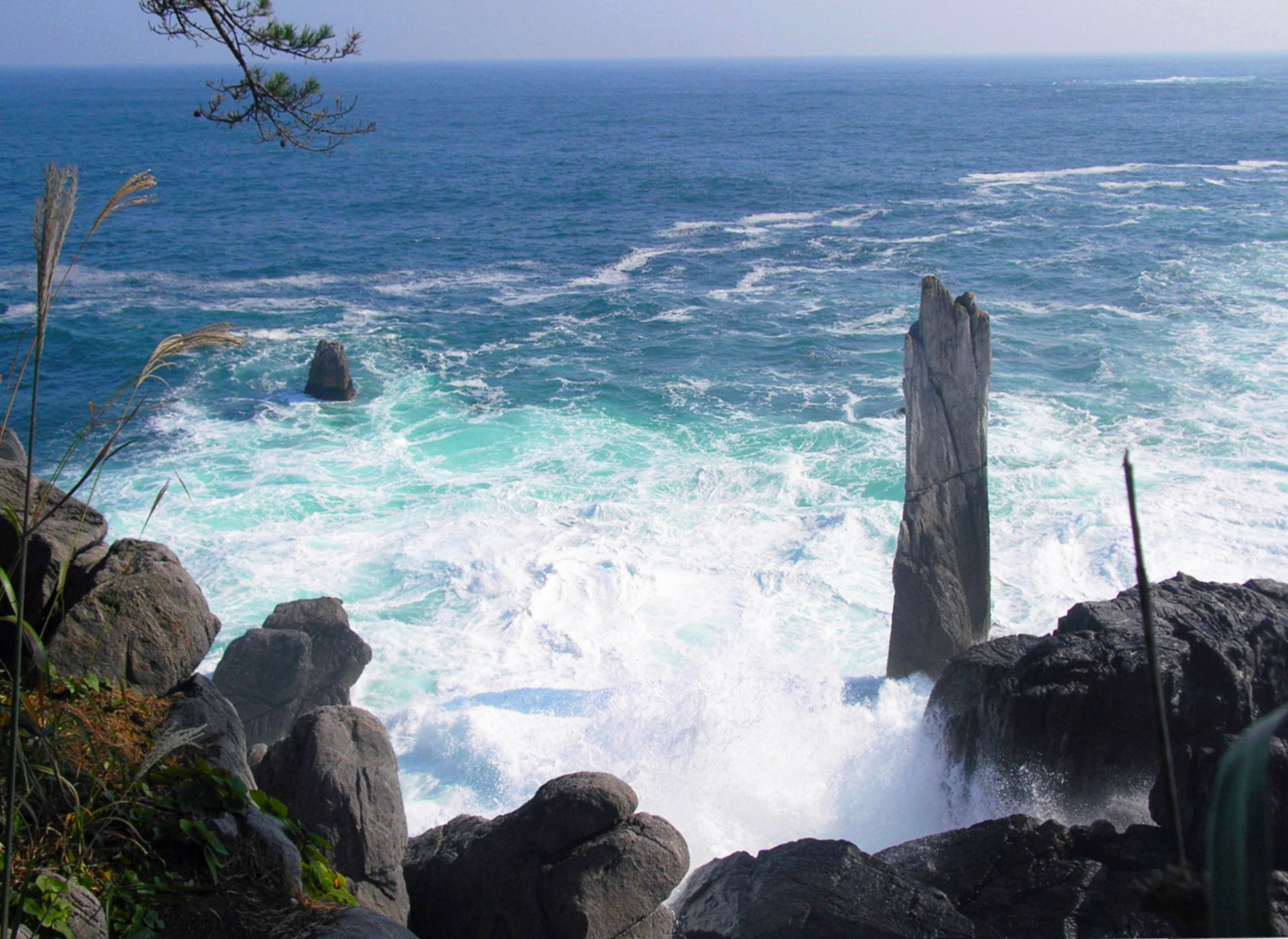
Оогамахандзо
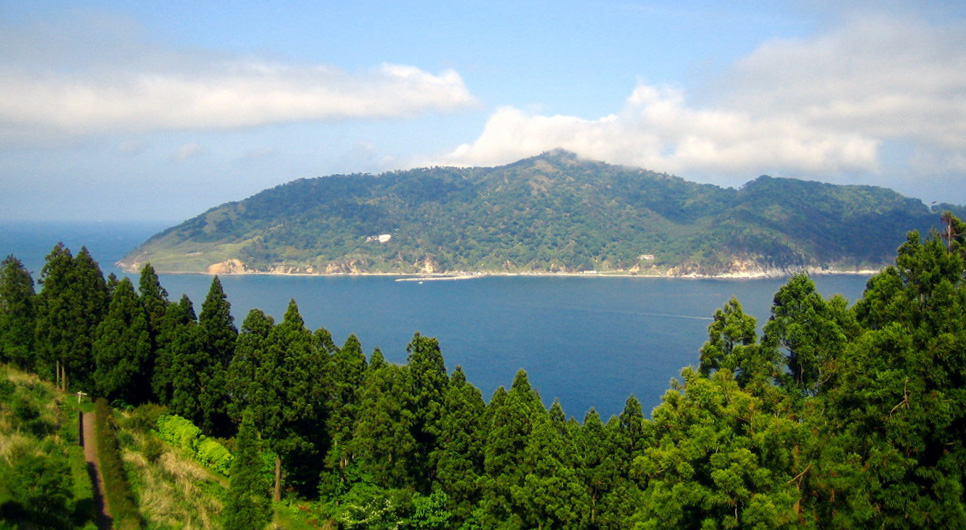
Острів Кінкасан